# Rossypne
Rossypne (ukrainisch Розсипне; russisch Рассыпное Rassypnoje) ist eine Siedlung städtischen Typs im Osten der ukrainischen Oblast Donezk mit etwa 5000 Einwohnern (Stand 2014).
Rossypne gehört administrativ zur Stadtgemeinde der 18 km südlich liegenden Stadt Tores und wurde 1956 zur Siedlung städtischen Typs erhoben. Nördlich der Ortschaft liegt gleichnamige Dorf Rossypne.
An der Siedlung liegt eine Bahnstation der Donezka Salisnyzja.
In einem Sonnenblumenfeld bei Rossypne fand sich der Cockpitbereich des 2014 abgestürzten  Malaysia-Airlines-Flug 17.

## Bevölkerung
Im Jahr 2001 lag die Bevölkerung bei 5101 Personen und 1959 bewohnten 5990 Menschen die Stadt. Ein Großteil der arbeitenden männlichen Bevölkerung arbeitet als Bergmann in den nahe gelegenen Minen.